# ألفريدو سانشيز (سياسي)
ألفريدو سانشيز (بالإسبانية: Alfredo Sánchez Monteseirín) (و. 1957  م) هو سياسي، وطبيب، وأستاذ جامعي إسباني، ولد في لا رينكونادا، هو عضوٌ حزب العمال الاشتراكي الإسباني.

## مناصب
تولى منصب عمدة إشبيلية ‏ (4 يوليو 1999–11 يوليو 2011).

## التعليم
تعلم في جامعة إشبيلية.